# Nydalen (metrostation)
Nydalen is een metrostation in de Noorse hoofdstad Oslo. Het station werd geopend op 20 augustus 2003 en wordt bediend door de lijnen 4 en 5 van de metro van Oslo.